# Seiurus
Seiurus là một chi chim trong họ Parulidae.